# Grb Zaprešića
Grb Grada Zaprešića je plavi štit s dijagonalno inverznim bijelim (srebrnim) križem.
Grb se nalazi u sredini zastave Grada koja je žute (zlatne) boje i visine je 1,60:1 naspram duljini kraće stranice zastava. Zastava je pravokutnog oblika, omjera duljine stranice dva prema jedan i kopljem uz kraću stranicu.